# Ak-Chin Village
Ak-Chin Village es un lugar designado por el censo ubicado en el condado de Pinal en el estado estadounidense de Arizona. En el Censo de 2010 tenía una población de 862 habitantes y una densidad poblacional de 31,45 personas por km².

## Geografía
Ak-Chin Village se encuentra ubicado en las coordenadas 33°1′11″N 112°4′51″O / 33.01972, -112.08083. Según la Oficina del Censo de los Estados Unidos, Ak-Chin Village tiene una superficie total de 27.4 km², de la cual 27.4 km² corresponden a tierra firme y (0%) 0 km² es agua.

## Demografía
Según el censo de 2010, había 862 personas residiendo en Ak-Chin Village. La densidad de población era de 31,45 hab./km². De los 862 habitantes, Ak-Chin Village estaba compuesto por el 2.67% blancos, el 0.58% eran afroamericanos, el 75.41% eran amerindios, el 0% eran asiáticos, el 0% eran isleños del Pacífico, el 5.22% eran de otras razas y el 16.13% pertenecían a dos o más razas. Del total de la población el 27.49% eran hispanos o latinos de cualquier raza.